# 馬達加斯加航空

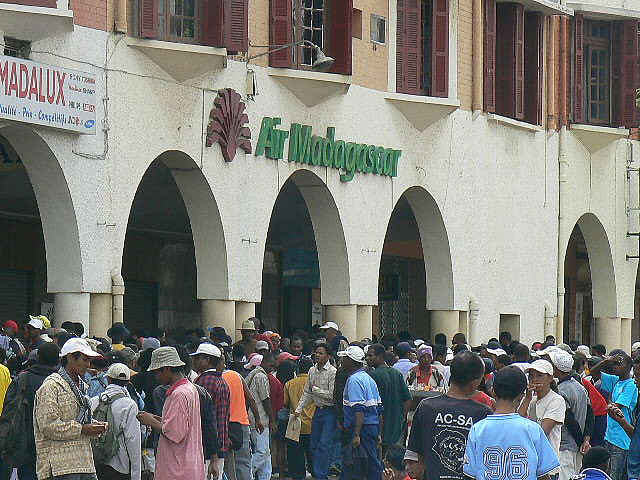
馬達加斯加航空總部

馬達加斯加航空（Air Madagascar，IATA：MD，ICAO：MDG）是非洲國家马达加斯加的國營航空公司，總部設於首都塔那那利佛，主要服務非洲、欧洲及亚洲航線。
近年，馬達加斯加政府有意把航空公司私營化，但多次均不成功。
2021 年 10 月，被接管的馬達加斯加航空公司將與其子公司 Tsaradia 合併，重新啟動並成為馬達加斯加航空公司。

## 歷史

### 早期
馬達加斯加航空由法國洲際航空運輸（Transports Aériens Intercontinentaux，TAI）於1947年3月成立，由兩架DC-3飛機和6架D.H.89 Dragon Rapide開始營運。1957年，TAI與Messageries Maritimes共同入股，翌年增加一架DC-3。1961年，馬達加斯加政府、法國航空及TAI把航空公司重組，同年4月重新命名為「Madair」並成為國營航空公司。8月23日，MadAir獲批准成立。10月20日，營運首條航線，由塔那那利佛經吉布提往巴黎，以從TAI租賃的DC-7客機飛行。11月13日，馬達加斯加航空（法文名字Société Nationale Malgache des Transports Aériens，MADAIR）正式成立，當時擁有營運資金4億法國法郎、員工447人、7架DC-3、2架DC-4及4架Dragon Rapide飛機，股份方面，政府持有20%，法國航空持有44%，TAI持有36%，政府可選擇把持股量增至65%。
1962年1月1日，Madair接管國內58個航點的服務；同年11月14日，因Madair的形象過於負面，而更改為現時的名字—Air Madagascar。同年馬達加斯加航空共運載旅客103,000人次、貨物7,500噸及郵件375噸，總飛行里數為240萬公里。1963年5月14日，馬達加斯加政府把股份資金增至4億6000萬法國法郎，持股量增至30.44%。

### 噴射機年代

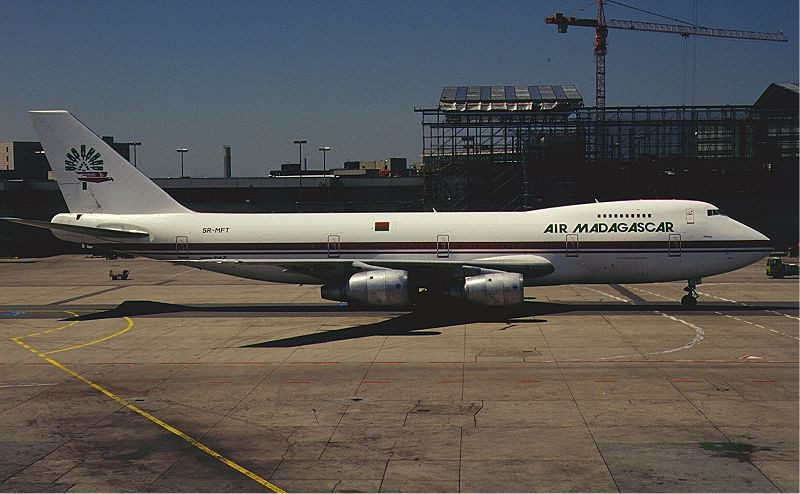
波音747-200B（1996年攝於法蘭克福機場）

馬達加斯加航空於1963年10月與法國航空簽訂協議，由1964年7月起開辦巴黎航線（經吉布提），以鬆上馬達加斯加航空的波音707客機執飛，但由法國航空的機員提供服務。1965年，Dragon Rapides飛機開始由較輕的飛機取代，如Pipers和Nord 262。1968年，開辦往羅馬的定期航班。1969年，引入首架波音737-200客機，由南非航空作保養，以配合於10月15日開辦約翰尼斯堡航線；同年12月也開辦了达累斯萨拉姆和奈洛比經馬哈贊加的航線。1970年2月14日，約翰尼斯堡航線加經马普托。
1971年，引入4架DHC-6客機，以取代DC-3客機，部分DC-3退役後加入馬達加斯加空軍。

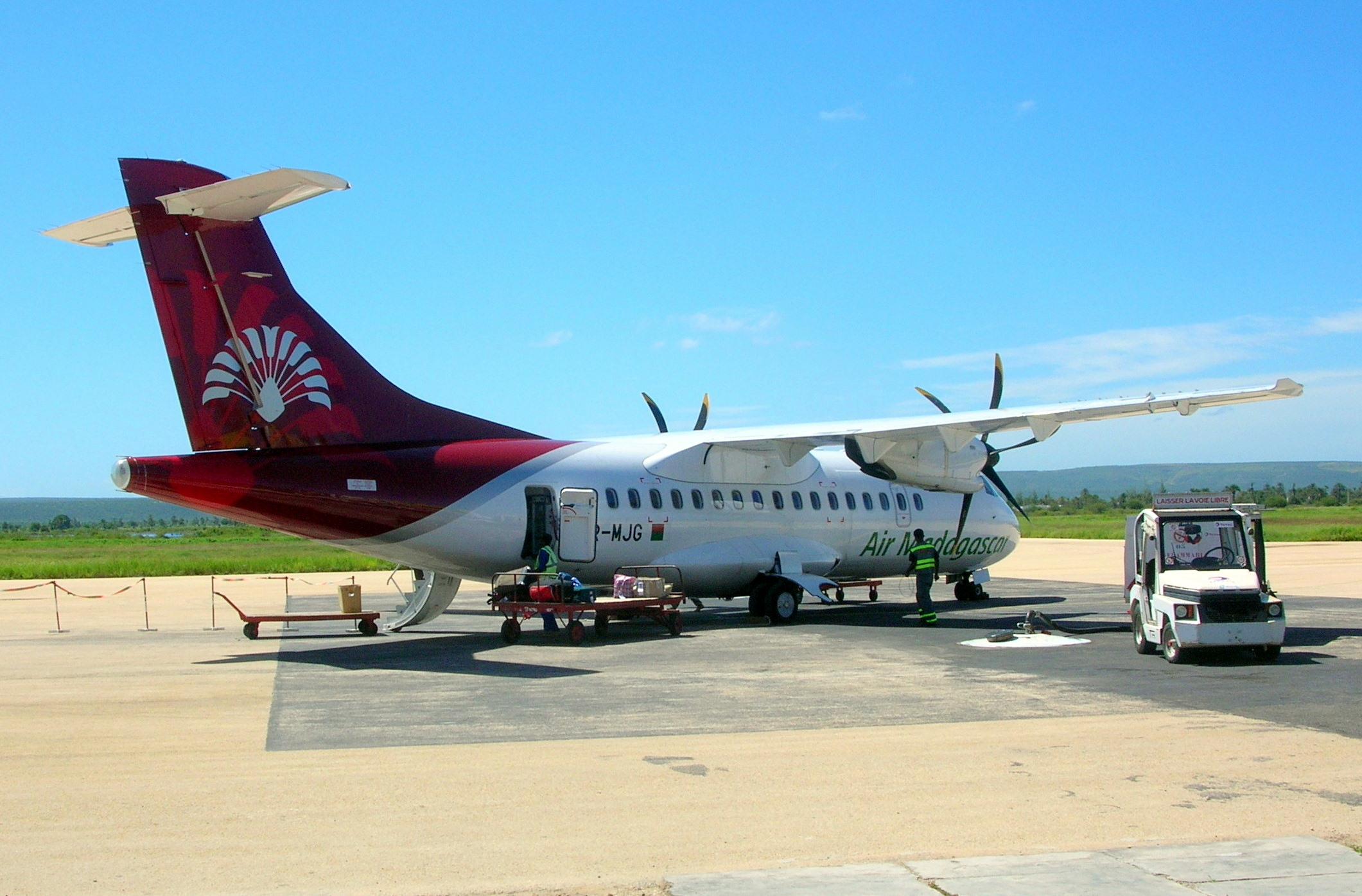
ATR 42

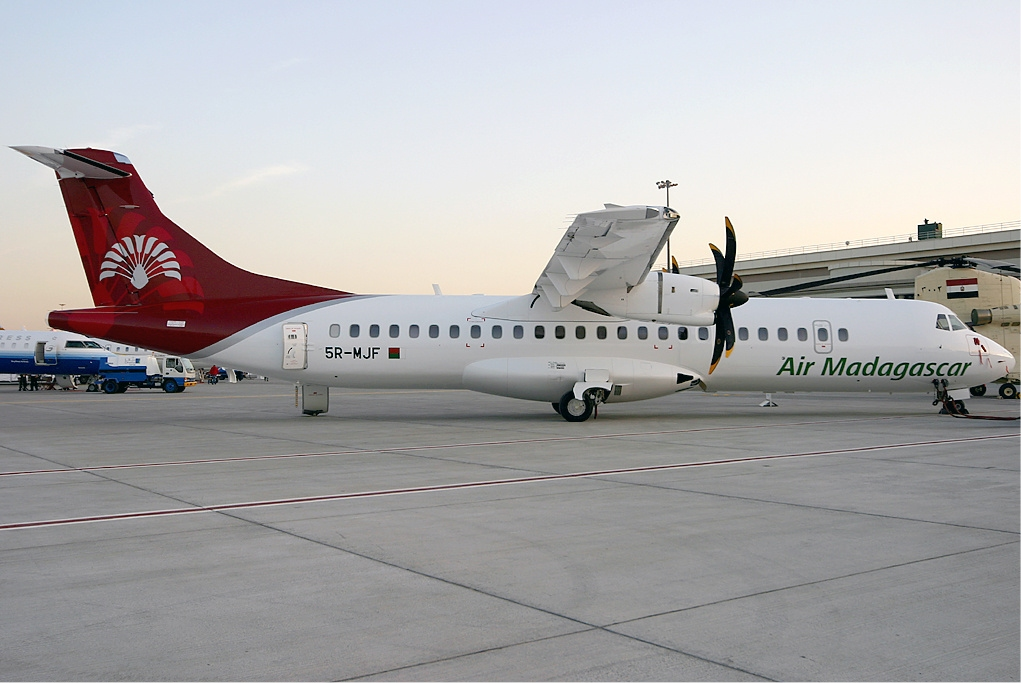
ATR 72

1970年代末，約翰尼斯堡航線因南非種族隔離而停辦。1979年，接收首架廣體客機（波音747-200B客貨混合機），由法國航空保養及維修。
馬達加斯加航空於1986年初成為了國際航空運輸協會（IATA）的會員，並訂購了ATR 42取代HS-748客機。約翰尼斯堡航線於1990年復辦。1994年，公司向ILFC租賃了一架波音737-300客機，於同年9月12日接收，服務塔那那利佛往返約翰尼斯堡、毛里求斯、塞舌尔、留尼汪及科摩羅的航線。雖然當時數個競爭對手均已被合併，但馬達加斯加政府仍在1995年開放航空市場，令馬達加斯加航空不再壟斷國內航線的服務。1996年，羅馬及慕尼黑航線開辦。
1998年10月，開辦新加坡航線，但已於2002年停辦。

### 邁向私營化
1998年1月，馬達加斯加航空把旗下唯一的波音747-200飛機退役，以1架波音767-300ER取代，以作為配合私營化而重整的第一步。另再向通用民航商業服務公司租賃多一架波音767-300ER。政府原計劃於1999年把航空公司私營化為一個包括法國航空在內財團，但因馬達加斯加中央銀行仍拖欠購入波音747時付予進出口銀行的款項而被暫停。
2002年，漢莎顧問公司頒授一份管理合約予馬達加斯加航空，透過改善航空公司效率，令其成為一間具吸引力的私營化企業。同年11月，債權人同意豁免航空公司一半的債項，又容許把剩餘的債項在未來三年內分期債還。由於政治局勢不穩，馬達加斯加航空在2001年下半年的客運量下降了66%，貨運量更下降了71%，令公司收入減少。2003年4月27日，從藍景航空手上接管巴黎航線，令該航線正式復辦。
2005年11月14日，首架ATR 72投入服務，第2架亦於數周後在杜拜航空展上接收並投入服務。
2009年6月17日，開辦貝島直航巴黎的服務。為配合2010年南非世界盃的舉行，馬達加斯加航空改善取道塔那那利佛往返巴黎及約翰尼斯堡的乘客的服務。

## 航點

### 代碼共享協議
馬達加斯加航空與下列航空公司擁有代碼共享協議：
- 法國航空（天合聯盟）

## 機隊

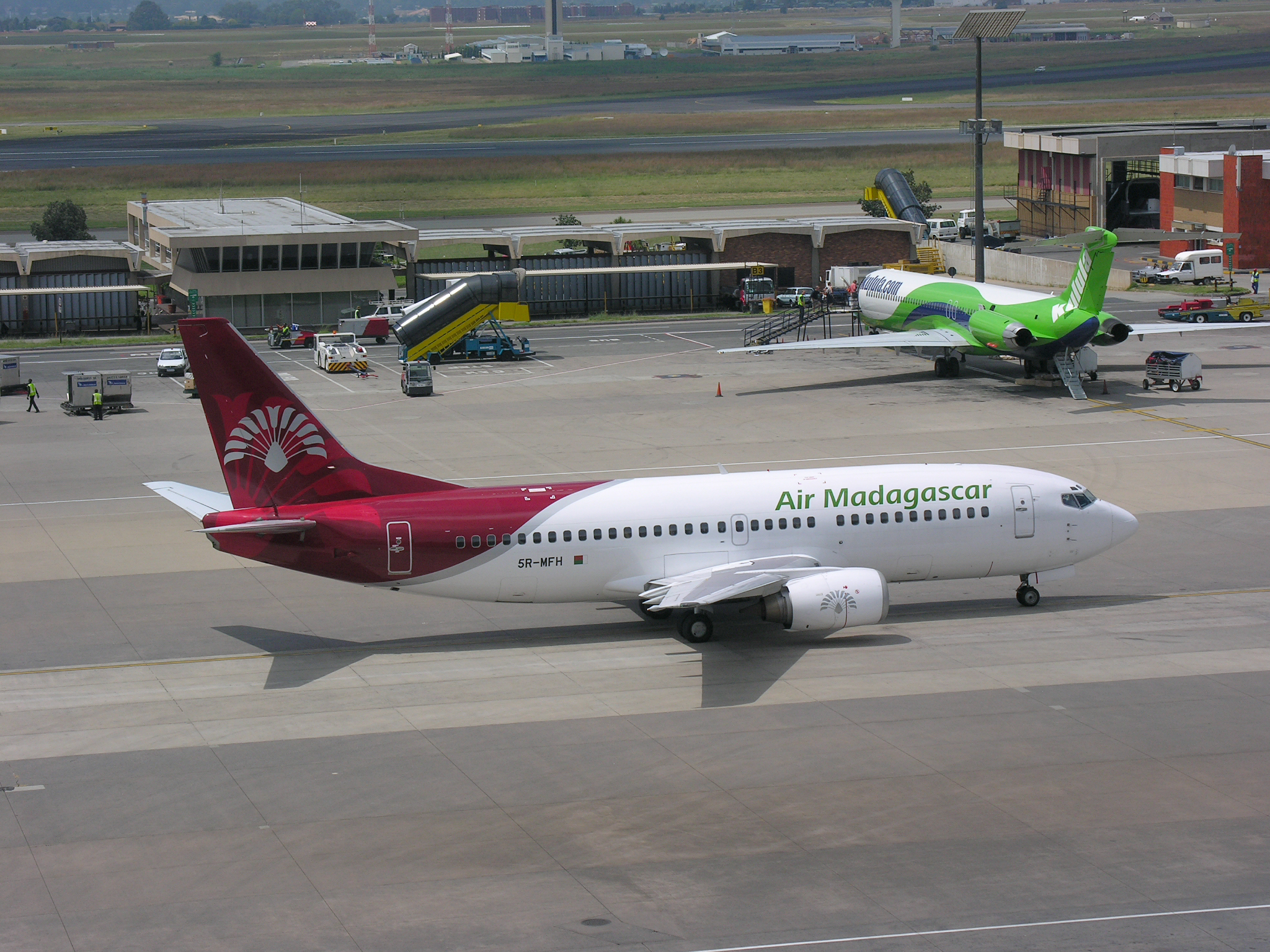
波音737-300

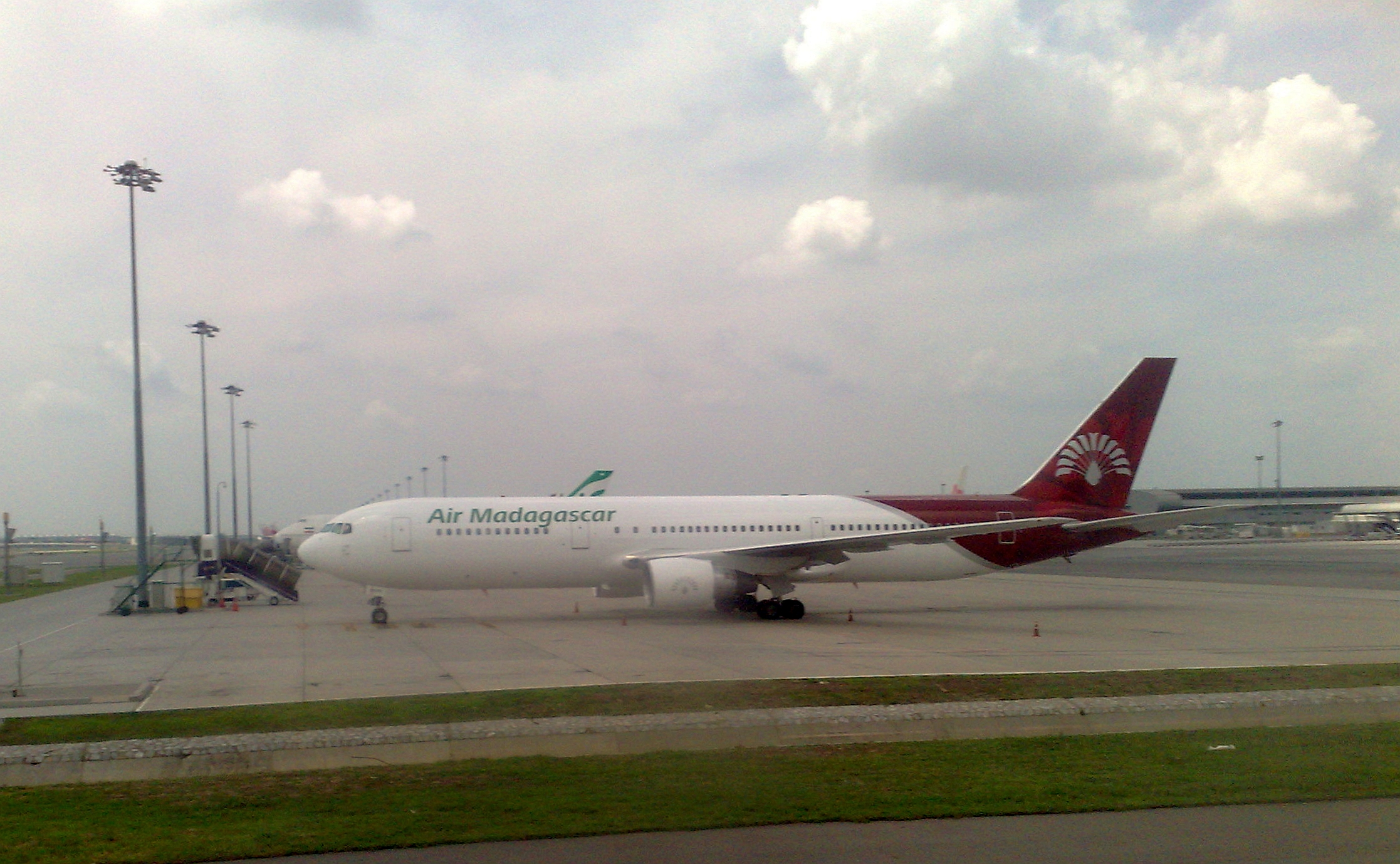
波音767-300ER

截至2015年3月，馬達加斯加航空機隊平均機齡16.2年，擁有以下飛機：